# Six Nations 2001
Six Nations 2001 war die zweite Ausgabe des jährlichen Rugby-Union-Turniers Six Nations. Der Ablauf des Turniers wurde durch den Ausbruch der Maul- und Klauenseuche in Großbritannien stark beeinträchtigt. Es traten einschneidende Reisebeschränkungen in Kraft, insbesondere zwischen Großbritannien und Irland. Aus diesem Grund mussten drei Spiele der irischen Nationalmannschaft bis zur endgültigen Eindämmung der Seuche verschoben werden. Diese Spiele wurden im September und Oktober 2001 nachgeholt. Den Turniersieg sicherte sich schließlich England dank besserer Punktedifferenz.

## Teilnehmer
| Land       | Stadion             | Stadt       | Trainer         | Kapitän                      |
| ---------- | ------------------- | ----------- | --------------- | ---------------------------- |
| England    | Twickenham Stadium  | London      | Clive Woodward  | Martin Johnson / Matt Dawson |
| Frankreich | Stade de France     | Saint-Denis | Bernard Laporte | Fabien Pelous                |
| Irland     | Lansdowne Road      | Dublin      | Warren Gatland  | Keith Wood                   |
| Italien    | Stadio Flaminio     | Rom         | Brad Johnstone  | Alessandro Moscardi          |
| Schottland | Murrayfield Stadium | Edinburgh   | Ian McGeechan   | Andy Nicol / Budge Pountney  |
| Wales      | Millennium Stadium  | Cardiff     | Graham Henry    | Dai Young                    |

## Tabelle
|    | Land       | Spiele | Siege | Unent. | Ndlg. | Spiel- punkte | Diff. | Tabellen- punkte |
| -- | ---------- | ------ | ----- | ------ | ----- | ------------- | ----- | ---------------- |
| 1. | England    | 5      | 4     | 0      | 1     | 229:80        | + 149 | 8                |
| 2. | Irland     | 5      | 4     | 0      | 1     | 129:89        | + 40  | 8                |
| 3. | Schottland | 5      | 2     | 1      | 2     | 92:116        | −24   | 5                |
| 4. | Wales      | 5      | 2     | 1      | 2     | 125:166       | − 41  | 5                |
| 5. | Frankreich | 5      | 2     | 0      | 3     | 115:138       | − 23  | 4                |
| 6. | Italien    | 5      | 0     | 0      | 5     | 106:207       | − 101 | 0                |

## Ergebnisse

### Erste Runde
| 3. Februar 2001 | Italien                                                                       | 22 : 41        | Irland                                                                               | Stadio Flaminio, Rom Zuschauer: 30.000 Schiedsrichter: Jonathan Kaplan (Südafrika) |
| 3. Februar 2001 | Versuche: Bergamasco Checchinato Pilat Erhöhungen: Pez (2) Straftritte: Pilat | (8:16) Bericht | Versuche: Henderson (3) Horgan O’Gara Erhöhungen: O’Gara (2) Straftritte: O’Gara (4) | Stadio Flaminio, Rom Zuschauer: 30.000 Schiedsrichter: Jonathan Kaplan (Südafrika) |

| 3. Februar 2001 | Wales                                                              | 15 : 44        | England                                                                                       | Millennium Stadium, Cardiff Zuschauer: 73.300 Schiedsrichter: Joël Dumé (Frankreich) |
| 3. Februar 2001 | Versuche: Howley Quinnell Erhöhungen: Jenkins Straftritte: Jenkins | (8:29) Bericht | Versuche: Greenwood (3) Dawson (2) Cohen Erhöhungen: Wilkinson (4) Straftritte: Wilkinson (2) | Millennium Stadium, Cardiff Zuschauer: 73.300 Schiedsrichter: Joël Dumé (Frankreich) |

| 4. Februar 2001 | Frankreich                                                             | 16 : 6        | Schottland             | SStade de France, Saint-Denis Zuschauer: 80.000 Schiedsrichter: Stuart Dickinson (Australien) |
| 4. Februar 2001 | Versuche: Bernat-Salles Erhöhungen: Lamaison Straftritte: Lamaison (3) | (6:6) Bericht | Straftritte: Logan (2) | SStade de France, Saint-Denis Zuschauer: 80.000 Schiedsrichter: Stuart Dickinson (Australien) |

### Zweite Runde
| 17. Februar 2001 | Irland                                                          | 22 : 15       | Frankreich                                                                | Lansdowne Road, Dublin Zuschauer: 47.500 Schiedsrichter: Scott Young (Australia) |
| 17. Februar 2001 | Versuche: O’Driscoll Erhöhungen: O’Gara Straftritte: O’Gara (5) | (9:3) Bericht | Versuche: Bernat-Salles Pelous Erhöhungen: Lamaison Straftritte: Lamaison | Lansdowne Road, Dublin Zuschauer: 47.500 Schiedsrichter: Scott Young (Australia) |

| 17. Februar 2001 | England | 80 : 23         | Italien                                                                             | Twickenham Stadium, London Zuschauer: 75.000 Schiedsrichter: Stuart Dickinson (Australien) |
| 17. Februar 2001 | Versuche: Balshaw (2) Cohen Dallaglio Greenwood Healey (2) Regan Wilkinson Worsley Erhöhungen: Wilkinson (9) Straftritte: Wilkinson (4) | (33:23) Bericht | Versuche: Checchinato Dallan Erhöhungen: Scanavacca (2) Straftritte: Scanavacca (3) | Twickenham Stadium, London Zuschauer: 75.000 Schiedsrichter: Stuart Dickinson (Australien) |

| 17. Februar 2001 | Schottland                                                                          | 28 : 28        | Wales                                                                                | Murrayfield Stadium, Edinburgh Zuschauer: 49.000 Schiedsrichter: Steve Lander (England) |
| 17. Februar 2001 | Versuche: McLaren Tom Smith Paterson Erhöhungen: Logan Hodge Straftritte: Logan (3) | (6:18) Bericht | Versuche: Taylor Erhöhungen: Jenkins Straftritte: Jenkins (4) Dropgoals: Jenkins (3) | Murrayfield Stadium, Edinburgh Zuschauer: 49.000 Schiedsrichter: Steve Lander (England) |

### Dritte Runde
| 3. März 2001 | Italien                                                             | 19 : 30        | Frankreich                                                                                  | Stadio Flaminio, Rom Zuschauer: 24.973 Schiedsrichter: Chris White (England) |
| 3. März 2001 | Versuche: Perziano Erhöhungen: Domínguez Straftritte: Domínguez (4) | (9:14) Bericht | Versuche: Bernat-Salles Bonetti Sadourny Erhöhungen: Lamaison (3) Straftritte: Lamaison (3) | Stadio Flaminio, Rom Zuschauer: 24.973 Schiedsrichter: Chris White (England) |

| 3. März 2001 | England                                                                                             | 43 : 3         | Schottland      | Twickenham Stadium, London Zuschauer: 75.000 Schiedsrichter: Robert Davies (Wales) |
| 3. März 2001 | Versuche: Balshaw (2) Dallaglio (2) Greenwood Hill Erhöhungen: Wilkinson (5) Straftritte: Wilkinson | (22:3) Bericht | Versuche: Hodge | Twickenham Stadium, London Zuschauer: 75.000 Schiedsrichter: Robert Davies (Wales) |

### Vierte Runde
| 17. März 2001 | Frankreich                                                                                           | 35 : 43         | Wales | Stade de France, Saint-Denis Zuschauer: 78.000 Schiedsrichter: Alan Lewis (Irland) |
| 17. März 2001 | Versuche: Bernat-Salles Bonetti Erhöhungen: Lamaison Merceron Straftritte: Merceron (4) Lamaison (3) | (19:16) Bericht | Versuche: Howley Jenkins James Quinnell Erhöhungen: Jenkins (4) Straftritte: Jenkins (3) Dropgoals: Jenkins (2) | Stade de France, Saint-Denis Zuschauer: 78.000 Schiedsrichter: Alan Lewis (Irland) |

| 17. März 2001 | Schottland                                              | 23 : 19        | Italien                                                               | Murrayfield Stadium, Edinburgh Zuschauer: 60.708 Schiedsrichter: Joël Dumé (Frankreich) |
| 17. März 2001 | Versuche: Smith Straftritte: Hodge (5) Dropgoals: Hodge | (6:10) Bericht | Versuche: Bergamasco Erhöhungen: Domínguez Straftritte: Domínguez (4) | Murrayfield Stadium, Edinburgh Zuschauer: 60.708 Schiedsrichter: Joël Dumé (Frankreich) |

### Fünfte Runde
| 7. April 2001 | England                                                                                                   | 48 : 19         | Frankreich                                                                                 | Twickenham Stadium, London Zuschauer: 75.000 Schiedsrichter: Tappe Henning (Südafrika) |
| 7. April 2001 | Versuche: Balshaw Catt Greening Greenwood Hill Perry Erhöhungen: Wilkinson (6) Straftritte: Wilkinson (2) | (13:16) Bericht | Versuche: Bernat-Salles Erhöhungen: Merceron Straftritte: Merceron (3) Dropgoals: Merceron | Twickenham Stadium, London Zuschauer: 75.000 Schiedsrichter: Tappe Henning (Südafrika) |

| 8. April 2001 | Italien                                                                   | 23 : 33         | Wales                                                                       | Stadio Flaminio, Rom Zuschauer: 25.000 Schiedsrichter: Paul Honiss (Neuseeland) |
| 8. April 2001 | Versuche: Checchinato Straftritte: Domínguez (5) Dropgoals: Domínguez (5) | (12:20) Bericht | Versuche: Cooper (2) Gibbs Erhöhungen: Jenkins (3) Straftritte: Jenkins (4) | Stadio Flaminio, Rom Zuschauer: 25.000 Schiedsrichter: Paul Honiss (Neuseeland) |

### Nachgeholte Spiele
| 22. September 2001 | Schottland                                                                                            | 32 : 10        | Irland                                                      | Murrayfield Stadium, Edinburgh Zuschauer: 67.500 Schiedsrichter: Chris White (England) |
| 22. September 2001 | Versuche: Henderson Leslie Pountney Smith Erhöhungen: Paterson (2) Townsend Straftritte: Paterson (2) | (17:0) Bericht | Versuche: Dempsey Erhöhungen: Humphreys Straftritte: O’Gara | Murrayfield Stadium, Edinburgh Zuschauer: 67.500 Schiedsrichter: Chris White (England) |

| 13. Oktober 2001 | Wales                  | 6 : 36         | Irland                                                                                  | Millennium Stadium, Cardiff Zuschauer: 72.500 Schiedsrichter: Jonathan Kaplan (Südafrika) |
| 13. Oktober 2001 | Straftritte: Jones (2) | (3:15) Bericht | Versuche: Hickie Horgan O’Driscoll Erhöhungen: Humphreys (3) Straftritte: Humphreys (5) | Millennium Stadium, Cardiff Zuschauer: 72.500 Schiedsrichter: Jonathan Kaplan (Südafrika) |

| 20. Oktober 2001 | Irland                                                          | 20 : 14        | England                                     | Lansdowne Road, Dublin Zuschauer: 49.000 Schiedsrichter: Paul Honiss (Neuseeland) |
| 20. Oktober 2001 | Versuche: Wood Straftritte: Humphreys (3) Dropgoals: O’Gara (2) | (11:6) Bericht | Versuche: Healey Straftritte: Wilkinson (3) | Lansdowne Road, Dublin Zuschauer: 49.000 Schiedsrichter: Paul Honiss (Neuseeland) |

## Statistik

### Meiste erzielte Versuche
|    | Name                   | Versuche |
| -- | ---------------------- | -------- |
| 1. | Will Greenwood         | 6        |
| 2. | Iain Balshaw           | 5        |
| 2. | Philippe Bernat-Salles | 5        |

### Meiste erzielte Punkte
|    | Name                | Punkte |
| -- | ------------------- | ------ |
| 1. | Jonny Wilkinson     | 89     |
| 2. | Neil Jenkins        | 74     |
| 3. | Ronan O’Gara        | 49     |
| 4. | Diego Domínguez     | 46     |
| 5. | Christophe Lamaison | 42     |